# Pareuplexia
Pareuplexia là một chi bướm đêm thuộc họ Noctuidae.

## Loài
- Pareuplexia chalybeata (Moore, 1867)
- Pareuplexia dissimulans (Warren, 1911)
- Pareuplexia erythriris (Hampson, 1908)
- Pareuplexia flammifera (Warren, 1911)
- Pareuplexia harfordi (Hampson, 1894)
- Pareuplexia humilis (Warren, 1911)
- Pareuplexia luteistigma (Warren, 1913)
- Pareuplexia metallica (Walker, 1865)
- Pareuplexia nigritula (Warren, 1911)
- Pareuplexia nitida (Warren, 1911)
- Pareuplexia pallidimargo (Warren, 1911)
- Pareuplexia quadripuncta (Warren, 1911)
- Pareuplexia ruficosta (Warren, 1911)
- Pareuplexia rufistigma (Warren, 1911)